# Phyllachora dolgei
Phyllachora dolgei är en svampart som beskrevs av Chardón 1934. Phyllachora dolgei ingår i släktet Phyllachora och familjen Phyllachoraceae.   Inga underarter finns listade i Catalogue of Life.